# Districtul Mueang Prachuap Khiri Khan
Mueang Prachuap Khiri Khan (în thailandeză เมืองประจวบคีรีขันธ์) este un district (Amphoe) din provincia Prachuap Khiri Khan, Thailanda, cu o populație de 90.869 de locuitori și o suprafață de 830,0 km².

## Componență
Districtul este subdivizat în 6 subdistricte (tambon), care sunt subdivizate în 53 de sate (muban).
| Nr. | Nume                | În thailandeză | Sate |  |
| --- | ------------------- | -------------- | ---- |  |
| 1.  | Prachuap Khiri Khan | ประจวบคีรีขันธ์    | -    |  |
| 2.  | Ko Lak              | เกาะหลัก        | 11   |  |
| 3.  | Khlong Wan          | คลองวาฬ        | 9    |  |
| 4.  | Huai Sai            | ห้วยทราย        | 13   |  |
| 5.  | Ao Noi              | อ่าวน้อย         | 16   |  |
| 6.  | Bo Nok              | บ่อนอก          | 14   |  |